# Pudrición de la raíz por Phymatotrichum
La pudrición de la raíz por Phymatotrichum es una  enfermedad que afecta a las plantas de algodón, comúnmente denominada pudrición de la raíz del algodón o pudrición texana de las raíces, causada por el hongo Phymatotrichum omnivorum . Ocurre sólo en el sudeste de EE. UU. y noroeste México.

## Hospedadores
Ataca a flores y hortalizas, cultivos mayores como el algodón y la alfalfa, arbustos ornamentales, árboles frutales y forestales y muchas malezas. Sin embargo, el cultivo más afectado en cuanto a pérdidas económicas, es el del algodón.

## Sintomatología
La sintomatología inicial es una metaplasia foliar caracterizada por una clorosis ligera y un marchitamiento posterior, que finalmente provoca el secado de las hojas, que quedan unidas a la planta. Subterránemente y ligeramente por encima de la superficie del suelo, la corteza y el cámbium se pardean y se propicia la aparición de una pudrición café en la raíz y parte inferior del tallo. Las superficies de las raíces podridas se cubren del micelio fúngico, muy característico por formar filamentos paralelos, gruesos, de color café.

## Morfología del hongo
Phymatotrichum omnivorum produce principalmente un micelio amarillento con hifas interconectadas formando ramas en forma de cruz, delgadas. Produce conidióforos cortos, gruesos y simples o ramificados, cuyos extremos producen conidios seecos, incoloros, que no son infectivos. También se producen esclerocios pequeños, formas de resistencia, de color oscuro y dispuestos individualmente o en cadenas.
Dichos esclerocios pueden permanecer en el suelo más de 5 años. Es más pernicioso para la planta si se encuentra sobre suelos arcillosos, pesados, alcalinos, de baja aireación, y si la temperatura y humedad son altas.

## Otras características de la infección
La penetración es subterránea y progresa en sentido descendente, afectando principalmente a la raíz. 

La propagación entre plantas adyacentes es mediante hifas miceliares y por fragmentos de micelio  o esclerocios transportados por equipo agrícola. El patógeno es lábil a las heladas, lo cual explica su área de distribución.

## Control
Su control es mediante rotaciones con gramíneas, erradicación de malezas, barbecho profundo y aireación suficiente. El empleo de leguminosas y su microbiota asociada en la rizosfera permite su biocontrol, puesto que dicha microbiota establece relaciones de antibiosis  con el hongo.